# Csita (csimpánz)
Csita egy csimpánzszereplő, mely az 1930-as és 1940-es évek népszerű Tarzan-filmjeinek állandó szereplője volt.
Edgar Rice Burroughs Tarzan-regényeiben nem szerepel majomfigura, amely a Tarzan-filmekben látott módon összeforrt volna Tarzan alakjával, bár a késői regényekben előfordul egy N'kima nevű majom.
Csita szerepét számos majomszereplő alakította. R. D. Rosen újságíró szerint „minden egyes Tarzan-filmben egynél több csimpánz játszotta Csita szerepét, attól függően, hogy a jelenet milyen képességeket kívánt meg Csitától.” A szerepet játszó majmokról a következő információkat gyűjtötték össze:
| Név                       | Nem     | Faj       | Született                      | Elpusztult     | Tulajdonos               | Kiképző(k)               | Csitaként szerepelt               |
| ------------------------- | ------- | --------- | ------------------------------ | -------------- | ------------------------ | ------------------------ | --------------------------------- |
| Jiggs                     | Hím     | Csimpánz  | ca.1929                        | 2/28 or 3/1/35 | Tony & Jacqueline Gentry | Tony & Jacqueline Gentry | 1932–1934                         |
| David Holt                | Férfi   | Ember     | 8/14/1927                      | 11/15/2003     | N/A                      | N/A                      | 1933                              |
| Cheetah-Mike              | Hím     | Csimpánz  | Ismeretlen; állítólag 1931 k.  | 12/24/2011     | See comments             | Ismeretlen               | 1930–1940-es évek?                |
| Cheeta                    | Hím     | Csimpánz  | kb. 1960; 1932 körül állítólag | életben van    | See comments             | Tony Gentry              | Soha; 1930–1950-es évek állítólag |
| Jiggs, Jr. (AKA Jiggs II) | Hím     | Csimpánz  | kb. 1935                       | Ismeretlen     | Tony & Jacqueline Gentry | Tony & Jacqueline Gentry | 1930–1940-es évek?                |
| Ismeretlen 1              | ?       | Csimpánz  | 1930-as évek                   | Ismeretlen     | Ismeretlen               | Ismeretlen               | 1930-as évek                      |
| Ismeretlen 2              | ?       | Csimpánz  | 1930-as évek                   | Ismeretlen     | Ismeretlen               | Ismeretlen               | kb. 1933–1943                     |
| Cheta                     | ?       | Csimpánz  | kb. 1937                       | Ismeretlen     | Ismeretlen               | George Emerson           | 1943                              |
| Ismeretlen 3              | ?       | Csimpánz  | 1940-es évek                   | Ismeretlen     | Ismeretlen               | See comments             | 1944–1945?                        |
| Ismeretlen 4              | ?       | Csimpánz  | 1940-es évek                   | Ismeretlen     | Ismeretlen               | Albert Antonucci         | 1946–1949?                        |
| Harry                     | Hím     | Csimpánz  | kb. 1944                       | Ismeretlen     | Ismeretlen               | Ismeretlen               | 1948                              |
| Cheeta                    | ?       | Csimpánz  | 1940-es évek                   | Ismeretlen     | Pinky Jackson            | Pinky Jackson            | 1950                              |
| Cheeta                    | Nőstény | Csimpánz  | kb. 1948                       | 9/6/1957       | Ed Rogers                | Ismeretlen               | 1950s                             |
| Zippy                     | Hím     | Csimpánz  | kb. 1951                       | Ismeretlen     | Ralph Quinlan            | Ralph Quinlan            | 1950-es évek                      |
| Cheetah                   | ?       | Csimpánz  | 1960-as évek?                  | Ismeretlen     | Ismeretlen               | Ismeretlen               | 1966–1968?                        |
| C.J.                      | Hím     | Orangutan | 1970-es évek?                  | Ismeretlen     | Ismeretlen               | Ismeretlen               | 1981                              |

## Az idős Csita
Csita szerepelt a Guinness Könyvben, mint a legidősebb ismert korú emberszabású majom a világon. Palm Springsben, Kaliforniában élt, egy majommenhelyen, amelynek rövidített neve Csita angol helyesírású nevével egyezik meg (Creative Habitats and Enrichment for Endangered and Threatened Apes).
Csita jóval túlélte eredeti filmpartnereit: Johnny Weissmüller 1984-ben, a filmbeli Jane-t alakító Maureen O'Sullivan 1998-ban hunytak el. Csita 75. születésnapjának egyik házigazdája a Palm Springs-i Csita-házban Diane Weissmüller volt, a fiatalabb Johnny Weissmüller özvegye.
A menhelyen Csita televíziót nézett és festményeket készített, amelyeket emberszabású majmok menhelyei javára értékesítenek. Gyakran unokájával, Jiggs-szel együtt tévéztek. Szeretett képeskönyveket lapozgatni és zongorázni is.
Eddig négy sikertelen kísérlet történt arra, hogy Csita csillagot kapjon a Hollywoodban a Hírességek sétányán, legutóbb Matt Devlen javasolta 2005-ben és 2006-ban, és utoljára 2007-ben is jelölte Csitát.
2006. október 3-án Csitát meglátogatta az emberszabású majmok világhírű szakértője, Jane Goodall.
Veseelégtelenségben halt meg 2011. december 24-én, 80 évesen.